# 馬格努斯一世 (梅克倫堡)
馬格努斯一世（德語：Magnus I.，1345年—1384年9月1日），梅克倫堡公爵，瑞典國王阿爾伯特的弟弟。
1383年，馬格努斯的哥哥海因里希三世去世，馬格努斯與海因里希的兒子阿爾布雷希特四世共治。

## 家庭
1365年左右，馬格努斯與波美拉尼亞公爵巴爾寧四世的女兒艾爾茲別塔（Elżbieta）結婚，兩人共有1子1女：
1. 約翰四世（約1370年—1422年）
2. 歐菲米亞（？年—1417年）